# Single Ladies (Put a Ring on It)
„Single Ladies (Put a Ring on It)”  este un cântec al interpretei americane Beyoncé Knowles. El a fost inclus pe cel de-al treilea material discografic de studio al solistei, I Am... Sasha Fierce, lansat în noiembrie 2008. Compoziția a fost lansată ca primul extras pe single al albumului în Statele Unite ale Americii (alături de „If I Were a Boy”) și cel de-al doilea în majoritatea teritoriilor.
Înregistrarea a devenit celebră pentru refrenul său molipsitor și grație videoclipului său ce surprinde o scenă de dans neîntreruptă, care a inspirat o serie de versiuni adiacente și parodii, dând startul primului fenomen dansant al mileniului și al internetului. Apreciat de critica de specialitate, cântecul a fost declarat cel mai bun single al anului 2008 de către revista americană Rolling Stone. Compoziția i-a adus lui Knowles și o serie de distincții adiționale, printre care trei premii Grammy, dar și un trofeu MTV Video Music Awards la categoria „Videoclipul anului”.
Discul single s-a bucurat de succes la nivel mondial, însă cele mai importante performanțe au fost obținute în țara natală a solistei, unde a devenit cel de-al cincilea cântec al său clasat pe locul întâi în Billboard Hot 100. Reușita se datorează atât numărului ridicat de descărcări digitale comercializate, cât și difuzărilor primite din partea posturilor de radio. De asemenea, „Single Ladies (Put a Ring on It)” a obținut poziții de top 10 în țări precum Australia, Irlanda, Italia, Noua Zeelandă, Olanda, Regatul Unit sau Spania, în prima devenind cel mai bine vândut single al albumului.

## Informații generale și compunere
Conceptul înregistrării a pornit de la producătorul Teius „The-Dream” Nash. Solista a înregistrat „Single Ladies (Put a Ring on It)” la scurt timp de la căsătoria cu Jay-Z. Compozitorul piesei Christopher „Tricky” Stewart a afirmat că „aceasta a fost singura declarație publică pe care ei [Beyonce și Jay-Z] au făcut-o vreodată despre căsătoria lor”. El a continuat să explice: „când am mers în studio, ea [Beyonce] nu avea niciun inel sau altceva, pentru că în acel moment ei încă se ascundeau. De acolo a pornit Dream cu conceptul”. Teius Nash a participat atât la compunerea melodiei, cât și la scrierea versurilor și a fost de părere că acesta era „un subiect despre care majoritatea femeilor doreau să vorbească întrucât majoritatea bărbaților sunt speriați să facă un legământ [căsătorie]”.
De asemenea, o serie de critici muzicali au remarcat faptul că „Single Ladies (Put a Ring on It)” se aseamănă într-o proporție importantă cu înregistrarea de „Get Me Bodied” de pe albumul precedent, B’Day. Compoziția se află pe cel de-al doilea compact disc al albumului, fiind inclus atât pe ediția standard, cât și pe cea specială, ambele lansate în noiembrie 2008. Versiuni alternative ale materialului de proveniență au fost lansate și în 2009, „Single Ladies (Put a Ring on It)” găsindu-se pe toate acestea. Un remix oficial a fost inclus pe Above and Beyoncé: Video Collection & Dance Mixes, iar o variantă live a cântecului a fost inclusă pe albumul, I Am... Yours.
Inițial, „Single Ladies (Put a Ring On It)” se dorea a fi trimis posturilor de radio americane începând cu data de 7 octombrie 2008, în paralel cu debutul înregistrării „If I Were a Boy”, însă ulterior a fost anunțat faptul că lansarea se va amâna cu o săptămână, noua dată a premierei fiind acum 14 octombrie. Despre această decalare s-a considerat că o va favoriza pe interpreta Michelle Williams, fosta componentă a grupului lui Knowles — Destiny's Child —  ce își lansa albumul Unexpected în aceeași zi. Cu toate acestea, prima difuzare a celor două compoziții a avut loc doar cu o zi după cea anunțată inițial, „Single Ladies (Put a Ring On It)” debutând pe postul de radio Power 105.1 la data de 8 octombrie 2008. Deși inițial se dorea doar o lansare regională pentru cântec, datorită popularității obținute, înregistrarea a fost extrasă pe compact disc și lansată ca cel de-al doilea disc single al albumului în Regatul Unit și într-o serie de alte teritorii. În Germania și Regatul Unit, „Single Ladies (Put a Ring On It)” a fost inițial doar o compoziție inclusă pe fața B a șlagărului „If I Were a Boy”.

## Structură muzicală
„Single Ladies (Put a Ring on It)” este un cântec cu influențe de muzică pop și electronică, scris în tonalitatea Mi major. Ritmul melodiei se compune dintr-un număr restrâns de sincope, apelându-se și la armonii vocale. Înregistrarea se construiește pe baza unor structuri repetitive, prezente preponderent pe refren. De asemenea, instrumentalul se compune din chitară și pian, fiind adăugate și percuții proeminte. Suportul vocal este susținut în totalitate de Beyoncé, interpretarea sa fiind una dinamică și dublată prin supraînregistrare. Întinderea vocală a solistei pe durata compoziției este de aproximativ o octavă și șase.

## Promovare și recenzii
Pentru a-și promova înregistrarea, Beyoncé a interpretat înregistrarea cu numeroase ocazii. Una dintre cele mai notabile apariții ale solistei în scop promoțional a fost prezentarea sa de la gala premiilor World Music Awards din 2008. De asemenea, cântecul a fost interpretat și în timpul emisiunii americane Saturday Night Live (de pe 15 septembrie 2008), în același spectacol Knowles fiind afișată și într-o parodie a videoclipului „Single Ladies (Put a Ring On It)”, unde cele două dansatoare de acompaniament au fost înlocuite de membrii SNL Andy Samberg și Bobby Moynihan, dar și de Justin Timberlake. În ziua următoare artista a fost prezentă la emisiunea Total Request Live, găzduită de MTV, dar și în timpul 106 & Park, difuzată de BET. Alte prezentări au fost realizate în cadrul unor spectacole precum The Elen DeGeneres Show, The Today Show sau The Tyra Banks Show. De asemenea, artista a interpretat compoziția și în timpul premiilor American Music Awards din 2008, dar și în cadrul MTV Video Music Awards 2009, unde inițial se anunțase faptul că solista va prezenta publicului un alt șlagăr de pe albumul I Am... Sasha Fierce, „Sweet Dreams”.
Cântecul a fost aclamat de critica de specialitate, înregistrând preponderent recenzii pozitive. Bill Lamb de la About.com a fost de părere că „din punct de vedere stilistic, cele două [„If I Were a Boy”/„Single Ladies”] sunt foarte diferite una de alta, dar ambele sunt specifice Beyoncé. Pentru mine, „If I Were a Boy” sună precum un succes de proporțiile lui „Irreplaceable”. Cu toate acestea, se aplică doar dacă nu este eclipsat de puterea lui „Single Ladies”, o extindere a stilului de pe „Get Me Bodied” aflat pe B’Day. Andy Kellman de la Allmusic a dezaprobat similaritățile dintre cele două înregistrări, în timp ce Leah Greenblatt de la Entertainment Weekly s-a declarat mulțumit de compoziția inclusă pe I Am... Sasha Fierce, însă Mariel Concepcion, editor al publicației americane Billboard a avut o părere opusă. Nick Levine, recenzor al website-ului britanic Digital Spy, a oferit discului patru puncte dintr-un total de cinci, același scor obținut și de balada „If I Were a Boy”, comparându-l totodată cu șlagărul „Check on It”, în timp ce BBC Music a recompensat „Single Ladies” cu maxim de puncte.
Înregistrarea a fost inclusă și într-o serie de ierarhii a superlativelor, întocmite de diverse surse. Astfel, revista americană Rolling Stone a plasat compoziția pe locul întâi în lista celor mai interesante cântece ale anului 2008, declarând: „beat-ul, realizat de The-Dream și Tricky Stewart, este irezistibil și exuberant, iar refrenul vocal este furtunos și virtuos”. În cadrul unui clasament similar, compilat de MTV, „Single Ladies” a fost așezat pe treapta secundă, editorii fiind de părere că piesa „este hiperactivă și supraîncărcată în moduri în care nu am crezut niciodată că este posibil. Este epic și sexy și chiar puțin trist (pentru că, știm, el nu și-a pus un inel [pe deget])... nu există absolut nicio șansă ca Beyoncé să lanseze un single ca acesta din nou”. Criticul Josh Tyrangiel, al revistei Time, a poziționat șlagărul pe locul șapte într-o ierarhie similară, descriindu-l drept „molipsitor”. De asemenea, „Single Ladies” a fost numit „Cântecul anului” de Fuse TV, aceeași distincție fiind ridicată și în cadrul premiilor Grammy în anul 2010. La același eveniment, Knowles a fost recompensată cu alte două trofee pentru înregistrare, la categoriile „Cel mai bun cântec R&B” și „Cea mai bună interpretarea R&B feminină” (ambele fiindu-i oferite pentru aceeași compoziție).

## Impact cultural
„Există versiuni gospel și acustice. Copilașii îl adoră. [La fel și] cursurile de dans ale centrelor de odihnă, călugărițele în dormitoarele lor, adolescenții suburbani în pivnițe și majoretele... Există omagii, un număr executat într-un aeroport și chiar unele videoclipuri „noi și actualizate” realizate de grupuri de dans. Asemeni fiecărei tendințe apărute pe Internet, există desigur grupuri pe Facebook devotate lui ... acum câțiva ani Soulja Boy a inițiat un scurt fenomen dansant ... dar a rămas în principal un dans hip-hop bărbătesc, în timp ce dansul «Single Ladies» a ajuns la toate grupurile de vârstă și [la toate] genurile.” 

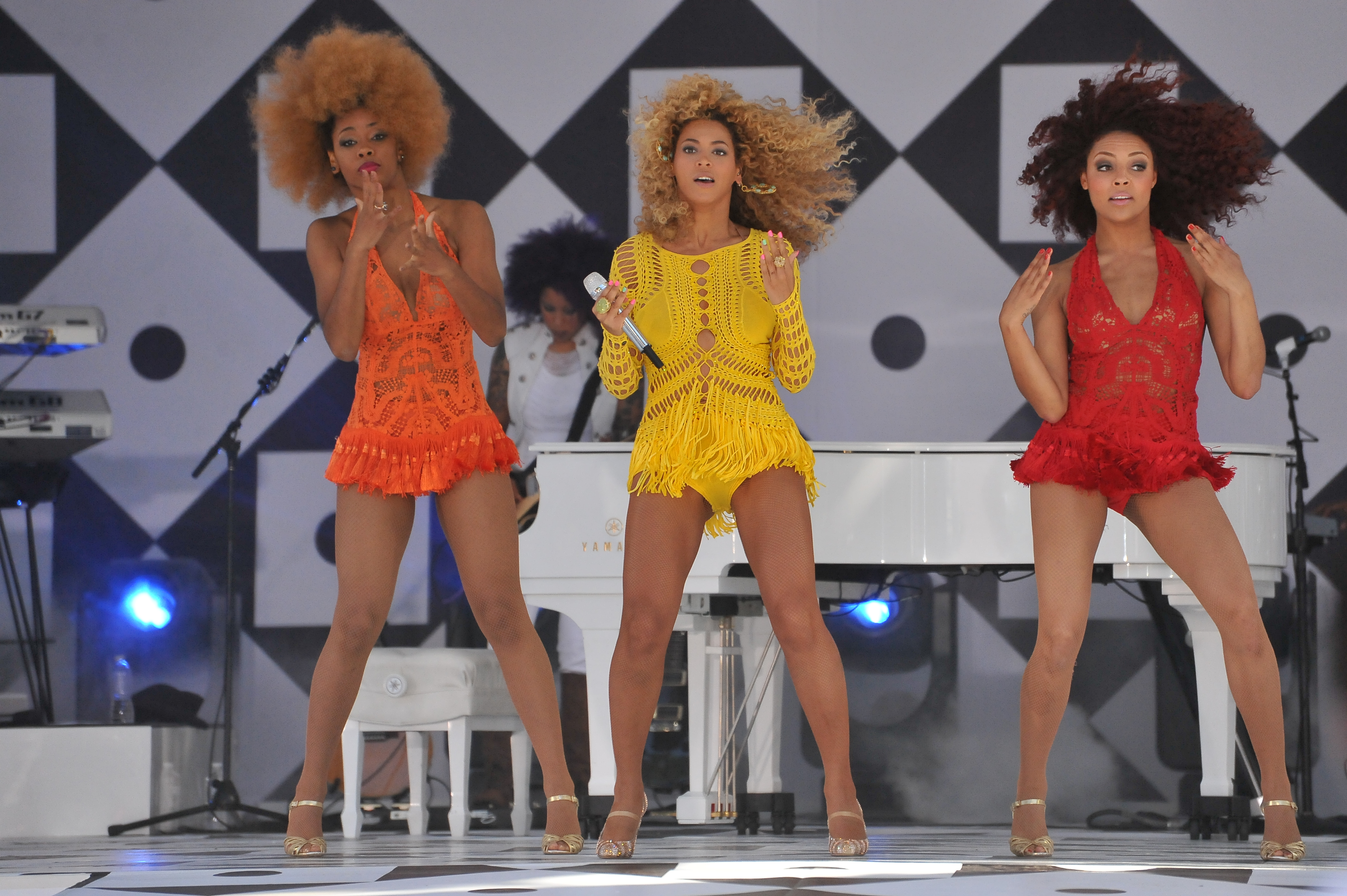
Beyoncé (în centru) interpretând „Single Ladies” în cadrul emisiunii Good Morning America cu Ashley Everett (dreapta) și Kimmie Gipson

„Single Ladies (Put a Ring on It)” a câștigat popularitate grație refrenului său molipsitor și temei feministe, criticii muzicali contemporani comparând cântecul cu șlagăre precum „Respect” al Arethei Franklin sau „I Will Survive”, aparținând Gloriei Gaynor. Videoclipul său a crescut în materie de notorietate mulțumită coregrafiei sale complexe, care a fost creditată ca dând startul „primului fenomen dansant atât al noului mileniu, cât și al internetului”. De asemenea, atât scurtmetrajul, cât și înregistrarea în sine au fost parodiate la nivel global. Una dintre cele mai reprezentative este cea realizată în timpul emisiunii americane Saturday Night Live, unde cele două dansatoare de acompaniament ale lui Knowles au fost înlocuite cu actorii spectacolului Andy Samberg și Bobby Moynihan și de interpretul american Justin Timberlake. În secvențele filmate de cei trei a fost prezentată și Beyoncé. În iunie 2009, Joe Jonas — component al formației Jonas Brothers — a efectuat coregrafia din videoclip și a postat-o pe website-ul YouTube cu câteva zile înaintea lansării albumului Lines, Vines and Trying Times. De asemenea, compoziția și coregrafia au fost folosite în serialul american Glee, fiind interpretate de personajul pe care îl emulează actorul Chris Colfer, Kurt, dansul fiind repetat din nou într-un episod diferit. În România, personajul interpretat de actorul Mihai Bendeac în cadrul emisiunii Mondenii a prezentat o versiune distinctă a cântecului, cu versuri în limba română.
Videoclipul a inspirat o serie persoane să imite coregrafia afișată în acesta, pentru ca mai apoi să fie postată pe website-ul YouTube. Unul dintre cele mai populare scurtmetraje este cel al lui Shane Mercado, care a prezentat dansul și în timpul emisiunii The Bonnie Hunt Show, care ulterior a avut și ocazia de a se întâlni cu Knowles. Într-unu dintre videoclipurile de pe internet, filmat de cântărețul american John Legend, președintele american Barack Obama poate fi văzut realizând o scurtă porțiune a dansului din „Single Ladies”, în timp ce dialoga cu solista. În capitala Angliei, Londra, un grup de o sută de dansatori purtând fiecare câte un costum mulat pe corp, asemeni celui afișat de solistă în videoclip, au reluat coregrafia pe data de 20 aprilie 2009 pentru a promova compania de gumă de mestecat Trident Unwrapped. Popularitatea videoclipurilor de pe YouTube a fost în avantajul lui Knowles, întrucât porțiuni scurte din acestea au fost folosite în timpul concertelor sale. De asemenea, în videoclipul pentru „Dancin on Me”, al lui DJ Webster și Jim Jones sunt prezentate trei persoane pe fundal ce imită dansul din scurtmetrajul „Single Ladies”. În 2010, formația irlandeză Jedward a parodiat și ea mișcările în videoclipul propriului disc single „All the Small Things”.
Concomitent, scurtmetrajul a generat interes pentru „j-setting”, forma de dans pe care coregraful JaQuel Knight o evidențiază în videoclip, el fiind recunoscut pentru faptul că a adus în atenția publicului larg acest stil. Într-un interviu acordat emisiunii All Things Considered, Knight și-a exprimat aprecierea față de popularitatea scurtmetrajului, descriind-o ca o inspirație pentru oricine de a se da jos de pe canapea și de a încerca să realizeze mișcările. Cântecul a fost preluat și de formația The Chipettes, care a fost prezentată în filmul Alvin and the Chipmunks: The Squeakuel, fiind inclus și pe coloana sonoră a peliculei. Datorită numărului ridicat de descărcări digitale, această versiune a intrat în ierarhia națională din Australia, ocupând locul patruzeci și șase. Înregistrarea reprezintă și sursa de inspirație pentru titlul serialului de comedie Single Ladies, al lui Queen Latifah. De asemenea, în producția Totul despre sex 2 este prezentat cântecul în interpretarea actriței Liza Minnelli.
„Single Ladies” a câștigat trofeul la categoria „Videoclipul anului” atât în cadrul BET Awards, cât și la gala MTV Europe Music Awards, unde Knowles a mai ridicat alte două distincții. La MTV Video Music Awards 2009, scurtmetrajul a fost nominalizat la nouă categorii, fiind declarat câștigător la trei dintre acestea, printre care și „Videoclipul anului”. După anunțarea nominalizărilor, Knowles a declarat următoarele: „Sunt emoționată și onorată să fiu artistul cu cele mai multe nominalizări la MTV VMA 2009. Am fost binecuvântată în acest an cu «Single Ladies», videoclipul care a ajuns la inimile oamenilor și care a trezit reacții pozitive. Mi-am petrecut foarte mult timp urmărind versiunile create de fanii din întreaga lume. Este minunat să simți ca poți atinge sufletele celor care te ascultă și să dai viață unei piese cu un videoclip”. În cadrul ceremoniei, scurtmetrajul a pierdut distincția la categoria „Cel mai bun videoclip feminin”, unde statueta i-a fost înmânată interpretei de muzică country Taylor Swift, pentru șlagărul său „You Belong with Me”, lucru ce a condus la o serie de controverse în intervalul afectat desfășurării evenimentului. În timpul discursului de acceptare al premiului susținut de Swift, cântărețul Kanye West i-a luat microfonul solistei și a declarat că „Single Ladies” este „unul dintre cele mai bune videoclipuri din toate timpurile”, lucru ce a condus la o serie de critici la adresa lui West și la imposibilitatea continuării discursului lui Swift. Cu toate acestea, în momentul în care Knowles a fost declarată câștigarea trofeului la categoria „Videoclipul anului”, ea a declarat: „Îmi amintesc că aveam șaptesprezece ani și eram nominalizată pentru un premiu MTV cu Destiny's Child și a fost unul dintre cele mai interesante momente din viața mea”, chemând-o totodată pe Swift să își completeze discursul.

## Nominalizări și premii

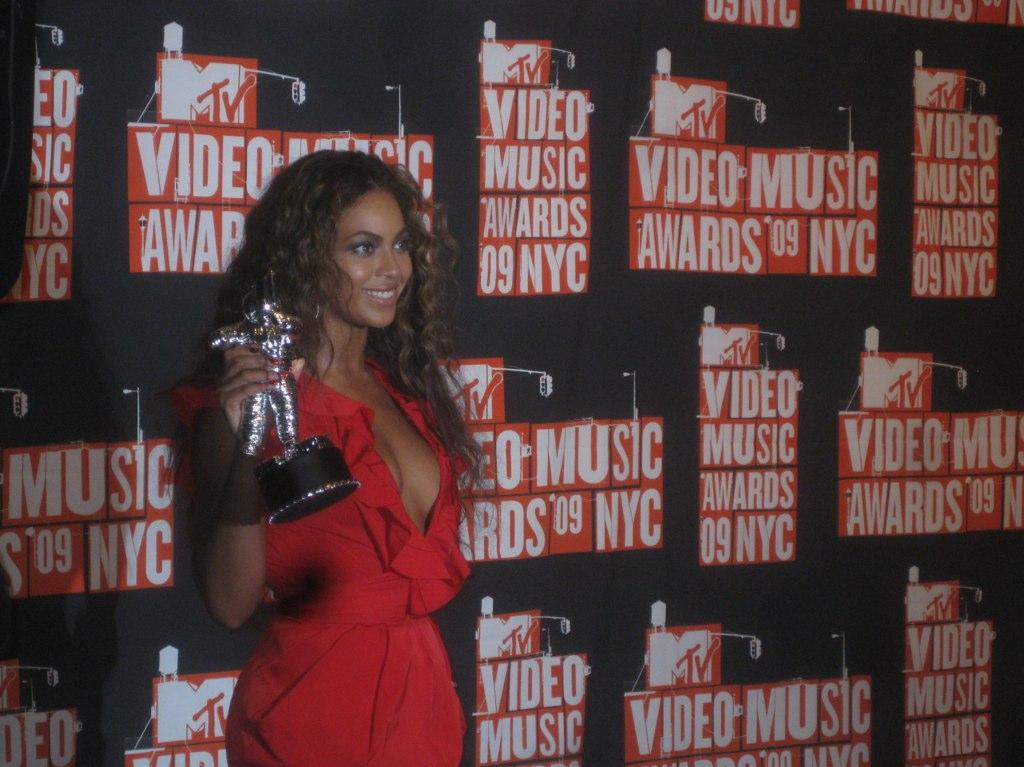
Beyoncé la MTV Video Music Awards în 2009

| Ceremonie               | Secțiunea                       | Rezultat     | Notă   |
| ----------------------- | ------------------------------- | ------------ | ------ |
| BET Awards              | Videoclipul anului              | Câștigat     | [ 75 ] |
| Fuse TV                 | Cântecul anului                 | Câștigat     | [ 53 ] |
| Grammy Awards           | Cântecul anului                 | Câștigat     | [ 12 ] |
| Grammy Awards           | Cel mai bun cântec R&B          | Câștigat     | [ 12 ] |
| Grammy Awards           | Cea mai bună interpretare R&B   | Câștigat     | [ 12 ] |
| Kids Choice Awards      | Cântecul favorit                | Câștigat     | [ 82 ] |
| MOBO Awards             | Cel mai bun videoclip           | Câștigat     | [ 83 ] |
| MTV Europe Music Awards | Cel mai bun videoclip           | Câștigat     | [ 76 ] |
| MTV Video Music Awards  | Videoclipul anului              | Câștigat     | [ 84 ] |
| MTV Video Music Awards  | Cel mai bun videoclip feminin   | Nominalizare | [ 85 ] |
| MTV Video Music Awards  | Cel mai bun videoclip pop       | Nominalizare | [ 85 ] |
| MTV Video Music Awards  | Cea mai bună regie              | Nominalizare | [ 85 ] |
| MTV Video Music Awards  | Cele mai bune efecte speciale   | Nominalizare | [ 85 ] |
| MTV Video Music Awards  | Cea mai bună direcție artistică | Nominalizare | [ 85 ] |
| MTV Video Music Awards  | Cea mai bună cinematografie     | Nominalizare | [ 85 ] |
| MTV Video Music Awards  | Cea mai bună coregrafie         | Câștigat     | [ 84 ] |
| MTV Video Music Awards  | Cea mai bună editare            | Câștigat     | [ 84 ] |
| Soul Train Awards       | Cântecul anului                 | Câștigat     | [ 86 ] |
| Teen Choice Awards      | Cel mai bun cântec R&B          | Câștigat     | [ 87 ] |

## Ordinea pieselor pe disc
| Nr.                                 | Titlul                                   | Durată |
| ----------------------------------- | ---------------------------------------- | ------ |
| Descărcare digitală                 |                                          |        |
| 01.                                 | „Single Ladies (Put a Ring on It)” [A]   | 3:13   |
| EP de remixuri distribuit în S.U.A. |                                          |        |
| 01.                                 | „Single Ladies (Put a Ring on It)” [B]   | 8:24   |
| 02.                                 | „Single Ladies (Put a Ring on It)” [C]   | 5:58   |
| 03.                                 | „Single Ladies (Put a Ring on It)” [D]   | 6:59   |
| 04.                                 | „Single Ladies (Put a Ring on It)” [E]   | 7:05   |
| 05.                                 | „Single Ladies (Put a Ring on It)” [F]   | 6:58   |
| 06.                                 | „Single Ladies (Put a Ring on It)” [G]   | 6:11   |
| 07.                                 | „Single Ladies (Put a Ring on It)” [H]   | 6:52   |
| 08.                                 | „Single Ladies (Put a Ring on It)” [III] | 8:19   |

| Nr.                                    | Titlul                                 | Durată |
| -------------------------------------- | -------------------------------------- | ------ |
| Disc single distribuit în Regatul Unit |                                        |        |
| 01.                                    | „Single Ladies (Put a Ring on It)” [A] | 3:13   |
| 01.                                    | „Single Ladies (Put a Ring on It)” [J] | 3:31   |
| EP de remixuri distribuit în Europa    |                                        |        |
| 01.                                    | „Single Ladies (Put a Ring on It)” [K] | 3:33   |
| 02.                                    | „Single Ladies (Put a Ring on It)” [L] | 6:38   |
| 03.                                    | „Single Ladies (Put a Ring on It)” [M] | 7:40   |
| 04.                                    | „Single Ladies (Put a Ring on It)” [N] | 8:19   |
| 05.                                    | „Single Ladies (Put a Ring on It)” [O] | 3:46   |
| 06.                                    | „Single Ladies (Put a Ring on It)” [A] | 3:13   |

Specificații
| - A ^ Versiunea de pe albumul de proveniență, I Am... Sasha Fierce. - B ^ Remix „Dave Audé Club Remix”. - C ^ Remix „Karmatronic Club Remix”. - D ^ Remix „Redtop Club Remix”. - E ^ Remix „Redtop Dub Remix”. - F ^ Remix „DJ Escape & Tony Coluccio Club Remix”. - G ^ Remix „DJ Escape & Tony Coluccio Dub Remix”. - H ^ Remix „Lost Daze Dating Service Club Remix”. | - III ^ Remix „Craig C's Master Blaster Club Remix”. - J ^ Remix „Redtop Remix”. - K ^ Remix „RedTop Remix Radio Edit”. - L ^ Remix „My Digital Enemy Remix”. - M ^ Remix „Olli Collins & Fred Portelli Remix”. - N ^ Remix „Dave Audé Remix Club Version”. - O ^ Remix „The Japanese Popstars Remix”. |

## Videoclip
Scurtmetrajul realizat pentru „Single Ladies” a fost filmat în aceeași perioadă cu cel al șlagărului „If I Were a Boy”, întrucât cele două discuri single au fost lansate simultan pentru a susține dualitatea promovată pe perioada erei I Am... Sasha Fierce între interpretă și alter-ego-ul său, Sasha Fierce. Cu toate acestea, conform lui Knowles bugetul stabilit pentru ambele videoclipuri s-a îndreptat preponderent spre materialul promoțional realizat pentru a sprijini balada „If I Were a Boy”, lucru ce i-a obligat pe producători să conceapă un scurtmetraj ce necesita costuri mai scăzute. Asemeni perechii sale, „Single Ladies” a fost regizat de Jake Nava, cu care artista a colaborat anterior și la filmarea videoclipurilor pentru „Baby Boy”, „Beautiful Liar”, „Crazy in Love” și „Naughty Girl”. Atât materialul promoțional pentru „Single Ladies”, cât și cel pentru „If I Were a Boy” folosesc efectul „alb-negru”. Nava a declarat faptul că acest aspect a fost inspirat de un pictorial al revistei Vogue. De asemenea, Beyoncé a afirmat referitor la scurtmetraj într-un interviu acordat revistei americane Billboard următoarele: „dintre toate videoclipurile mele, «Single Ladies» a fost cel mai ieftin și a necesitat cel mai puțin timp și a sfârșit prin a fi cel mai important. Dar odată ce am ajuns pe platourile de filmare, am spus așteaptă un minut. Asta este ceva special”. Aceeași publicație remarcă și că pe lângă faptul că a inspirat o mulțime de imitații pe YouTube, a ajutat și albumul I Am... Sasha Fierce să staționeze în Billboard 200 pe o perioadă de mai mult de un an de zile.
Coregrafia a fost realizată de Frank Gatson și JaQuel Knight, Knowles intrând în pielea personajului Sasha Fierce. Artista este prezentată într-un leotard asimetric și pantofi cu toc, fiind în vecinătatea a două dansatoare de acompaniament (Ebony Williams și Ashley Evertett, prezente și în scurtmetrajul pentru „Sweet Dreams”). Scurtmetrajul le surprinde pe cele trei în timpul unui număr dansant continuu executat într-o cicloramă infinită (care alternează între alb și negru), lucru ce ajută să fie pus accentul pe coregrafie. Dansul prezentat cuprinde o serie de stiluri, printre care jazz, tap sau hip hop și este considerat un element ce a ajutat la popularizarea j-setting-ului. La finele este afișat un prim-plan pe mâna sa, unde se află atât un inel, cât și o mănușă de titan.
Knowles a participat în octombrie 2008 la emisiunea Total Request Live de pe MTV, unde a avut loc premiera videoclipului, în paralel cu prima difuzare a lui „If I Were a Boy”. La scurt timp de la lansarea sa, mai muți utilizatori ai internetului au observat și au anunțat o serie de similarități între coregrafia din „Single Ladies” și cea prezentată în iunie 1969 de Gwen Verdon în cadrul spectacolului The Ed Sullivan Show, intitulată „Mexican Breakfast”. Cea din urmă reprezentație — a cărei scenă de dans a fost creată de coregraful Bob Fosse — a devenit o senzație pe internet după ce a fost asociată cu înregistrarea „Walk It Out”, al lui Unk. În timp ce promova cântecul pe postul BET, la emisiunea 106 & Park, Knowles a declarat faptul că a fost inspirată de videoclip după ce l-a vizionat pe YouTube și a dorit să vadă dacă îl poate dezvolta. În timpul unui interviu acordat publicației americane Entertainment Weekly, solista a afirmat faptul că a vizionat o casetă veche a lui Verdon și a folosit-o drept inspirație pentru scurtmetrajul „Single Ladies”. Grație numărului ridicat de exemplare comercializate, videoclipul a primit un disc de platină în Canada.

## Prezența în clasamente

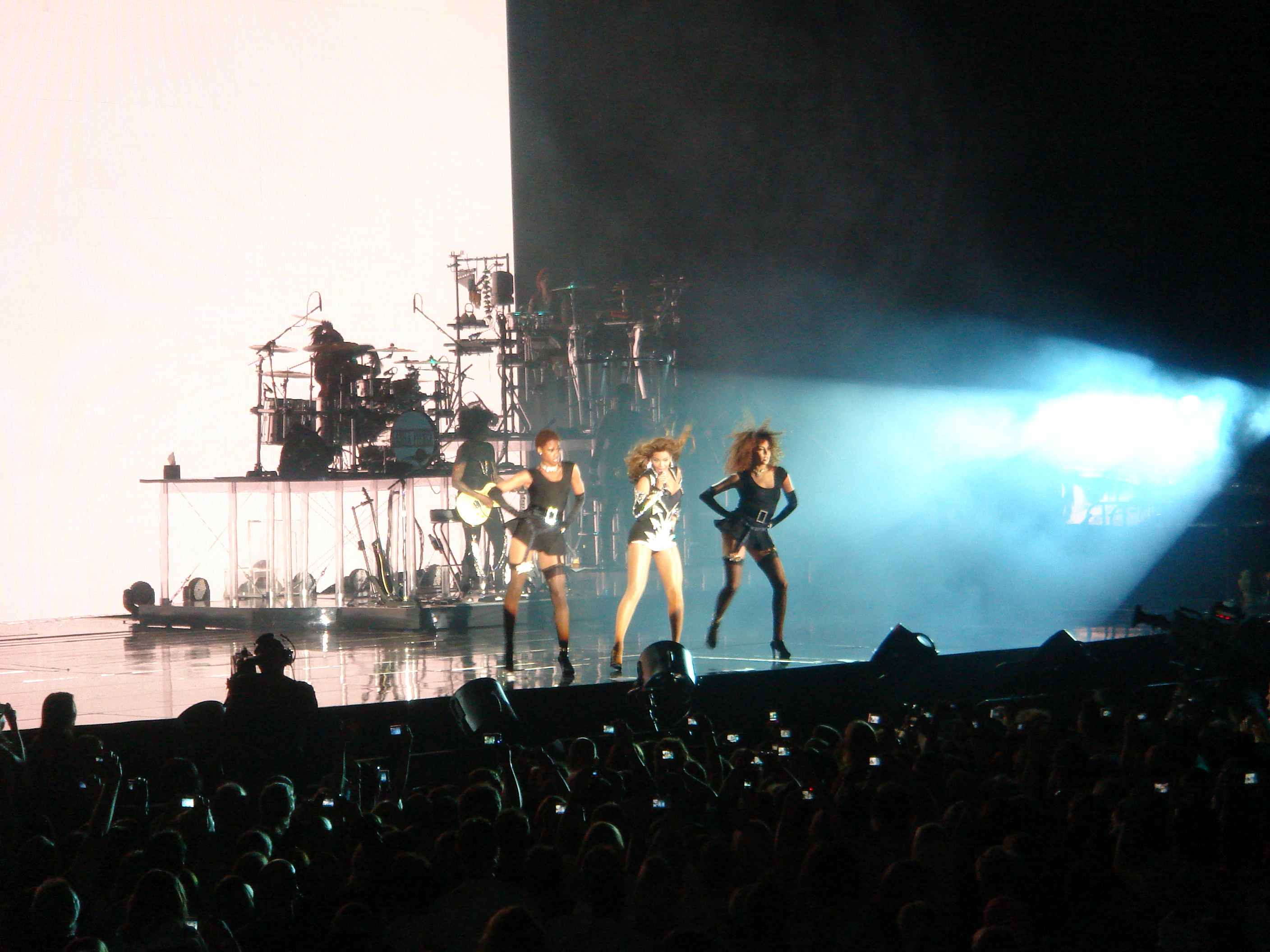
Beyoncé interpretând piesa „Single Ladies” în Berlin în timpul I Am... World Tour, 2009

„Single Ladies (Put a Ring on It)” a debutat pe locul șaptezeci și opt în Billboard Hot 100, fiind prezent în paralel și în ierarhia Billboard Hot R&B/Hip-Hop Songs, unde înregistrase cel de-al doilea cel mai înalt debut pentru un single al lui Knowles (locul douăzeci), fiind devansat de colaborarea sa cu Usher, „Love in This Club Part II”. Compoziția a avansat treptat până pe poziția cu numărul douăzeci și opt, cu o săptămână înaintea lansării în format digital, pentru ca la șapte zile distanță să înregistreze un salt până pe locul secund în Billboard Hot 100, grație unui număr de aproximativ 204.000 de exemplare comercializate, lucru ce a condus la poziționarea sa pe locul întâi în Billboard Hot Digital Songs, devansând un alt single al lui Knowles („If I Were a Boy”) pe treapta imediat următoare, cu 160.000 de copii. Grație unei creșteri de 12% față de săptămâna precedentă, cele 228.000 de unități au fost suficiente pentru a plasa „Single Ladies (Put a Ring on It)” pe cea mai înaltă treaptă a ierarhiei Hot 100, devenind cel de-al cincilea cântec al solistei ce reușește această performanță. Pe perioada sărbătorilor de Crăciun și a Anului Nou, piesa a beneficiat de o altă creștere a vânzărilor cu 157%, acumulând 382.000 de descărcări digitale comercializate într-o sinură săptămână. În paralele, compoziția a staționat timp de doisprezece săptămâni pe prima poziție a ierarhiei R&B și a obținut aceeași performanță în lista celor mai difuzate cântece din Statele Unite ale Americii. De asemenea, a devenit al optulea cel mai cunoscut cântec al anului 2009 și a fost răsplătit cu patru discuri de platină. Până la data de 16 mai 2010, cântecul s-a comercializat în peste patru milioane de exemplare doar în S.U.A., fiind cel mai bine vândut single al artistei în această țară. În Canada a activat similar, debutând pe locul optzeci și unu și urcând până pe treapta secundă grație descărcărilor digitale. Această reușită a transformat „Single Ladies (Put a Ring on It)” în cel mai bine clasat single de pe albumul I Am... Sasha Fierce în acest teritoriu, fiind recompensat totodată cu un dublu disc de platină.
La nivel internațional cântecul a fost promovat doar în anumite regiuni, însă a reușit să intre în clasamente mulțumită descărcărilor digitale. La scurt timp după lansarea albumului de proveniență, „Single Ladies” a debutat pe treapta cu numărul cincisprezece în Australia, câștigând locul cinci câteva săptămâni mai târziu. A devenit cel mai bine vândut single de pe material, comercializându-se într-un număr mai ridicat de exemplare decât alte discuri single ale albumului ce au obținut poziții de top 3, primind un triplu disc de platină. În Noua Zeelandă a devenit cel de-al doilea single consecutiv al materialului ce s-a oprit pe poziția secundă a ierarhiei, după „If I Were a Boy”, însă a activat în lista națională în trei ani calendaristici diferiți.
În Regatul Unit, „Single Ladies” a fost lansat inițial ca parte a discului single „If I Were a Boy”, însă datorită popularității sale a fost promovat și separat. Piesa a debutat în ierarhia britanică pe locul șaizeci și șapte și a atins poziția cu numărul șapte, câștigându-i solistei cel de-al doisprezecelea șlagăr de top 10 din cariera sa independentă. În ciuda faptului că nu a reușit să ocupe o poziție superioară, înregistrarea a staționat în clasament mai mult decât oricare single al artistei, primind și un disc de aur. În mod similar, a ocupat locul patru în Irlanda. Alte prezențe notabile au fost câștigate în Italia, Olanda și Spania, unde cântecul a devenit un șlagăr de top 10.

## Clasamente
| Țară (clasament)                | Poziția maximă | Referință |
| ------------------------------- | -------------- | --------- |
| Australia (ARIA)                | 5              | [ 15 ]    |
| Belgia — Flandra (Ultratop)     | 11             | [ 15 ]    |
| Belgia — Valonia (Ultratop)     | 34             | [ 129 ]   |
| Brazilia (Brasil Singles Chart) | 1              | [ 130 ]   |
| Bulgaria (APC Charts)           | 5              | [ 15 ]    |
| Canada (Canadian Hot 100)       | 2              | [ 15 ]    |
| Cehia (IFPI)                    | 13             | [ 131 ]   |
| China (Top 40 Charts)           | 4              | [ 132 ]   |
| Croația (e!Hot)                 | 1              | [ 133 ]   |
| Danemarca (IFPI)                | 23             | [ 15 ]    |
| Elveția (Media Control)         | 40             | [ 15 ]    |
| Europa (APC Charts)             | 8              | [ 134 ]   |
| Europa (Billboard)              | 20             | [ 135 ]   |
| Franța (SNEP — Descărcări)      | 43             | [ 136 ]   |
| India (Top 40 Charts)           | 3              | [ 137 ]   |
| Irlanda (IRMA)                  | 4              | [ 15 ]    |
| Irlanda (IRMA — Descărcări)     | 3              | [ 138 ]   |
| Italia (FIMI)                   | 10             | [ 139 ]   |
| Israel (Charts.co.il)           | 6              | [ 140 ]   |
| Malta (APC Charts)              | 1              | [ 141 ]   |
| Norvegia (VG Lista)             | 19             | [ 15 ]    |
| Noua Zeelandă (RIANZ)           | 2              | [ 15 ]    |

| Țară (clasament)                 | Poziția maximă | Referință |
| -------------------------------- | -------------- | --------- |
| Noua Zeelandă (Radioscope)       | 2              | [ 142 ]   |
| Olanda (Dutch Top 40)            | 8              | [ 15 ]    |
| Olanda (Dutch Mega Top 100)      | 12             | [ 143 ]   |
| Polonia (APC Charts)             | 2              | [ 144 ]   |
| Portugalia (APC Charts)          | 2              | [ 15 ]    |
| Rusia (Hit FM)                   | 17             | [ 145 ]   |
| Slovacia (IFPI)                  | 40             | [ 146 ]   |
| Suedia (Sverigetopplistan)       | 50             | [ 15 ]    |
| Regatul Unit (UK Singles Chart)  | 7              | [ 15 ]    |
| Regatul Unit (UK R&B Chart)      | 1              | [ 147 ]   |
| S.U.A. (Billboard Hot 100)       | 1              | [ 148 ]   |
| S.U.A. (Hot R&B Songs)           | 1              | [ 148 ]   |
| S.U.A. (Billboard Hot Airplay)   | 1              | [ 119 ]   |
| S.U.A. (Billboard Pop 100)       | 2              | [ 148 ]   |
| S.U.A. (Hot Dance Club Play)     | 1              | [ 148 ]   |
| S.U.A. (Billboard Dance Airplay) | 1              | [ 148 ]   |
| Taiwan (Top 40 Charts)           | 6              | [ 149 ]   |
| Turcia (Billboard)               | 2              | [ 150 ]   |
| Ucraina (Top 40 Charts)          | 17             | [ 151 ]   |
| Ungaria (APC Charts)             | 1              | [ 152 ]   |
| Ungaria (Rádiós Top 40)          | 14             | [ 153 ]   |
| United World Chart               | 3              | [ 15 ]    |

Clasamente adiționale
| Țară (clasament)                | Poziția maximă           | Referință                |
| Clasamentele anului 2008        | Clasamentele anului 2008 | Clasamentele anului 2008 |
| ------------------------------- | ------------------------ | ------------------------ |
| Australia (ARIA)                | 74                       | [ 154 ]                  |
| Croația (e!Hot)                 | 128                      | [ 155 ]                  |
| Regatul Unit (UK Singles Chart) | 175                      | [ 156 ]                  |
| Clasamentele anului 2009        |                          |                          |
| Australia (ARIA)                | 14                       | [ 157 ]                  |
| Belgia — Flandra (Ultratop)     | 59                       | [ 158 ]                  |
| Croația (e!Hot)                 | 7                        | [ 159 ]                  |
| Irlanda (IRMA)                  | 17                       | [ 160 ]                  |
| Noua Zeelandă (RIANZ)           | 31                       | [ 161 ]                  |
| Olanda (Dutch Top 40)           | 43                       | [ 162 ]                  |
| Spania (Promusicae)             | 38                       | [ 163 ]                  |
| Suedia (Sverigetopplistan)      | 95                       | [ 164 ]                  |

| Țară (clasament)                    | Poziția maximă | Referință |
| ----------------------------------- | -------------- | --------- |
| Regatul Unit (UK Singles Chart)     | 34             |           |
| S.U.A. (Billboard Hot 100)          | 8              | [ 120 ]   |
| S.U.A. (Hot R&B Songs)              | 6              | [ 165 ]   |
| S.U.A. (Hot Digital Songs)          | 6              | [ 166 ]   |
| S.U.A. (Billboard Hot Airplay)      | 11             | [ 167 ]   |
| S.U.A. (Billboard Pop 100)          | 19             | [ 168 ]   |
| S.U.A. (Hot Dance Club Play)        | 30             | [ 169 ]   |
| United World Chart                  | 30             | [ 170 ]   |
| Clasamentele deceniului 2000 — 2009 |                |           |
| Australia (ARIA)                    | 39             | [ 171 ]   |
| S.U.A. (Billboard Hot 100)          | 99             | [ 172 ]   |
| S.U.A. (Hot R&B Songs)              | 16             | [ 173 ]   |

## Versiuni existente
| - „Single Ladies” (versiunea de pe albumul de proveniență, I Am... Sasha Fierce) - „Single Ladies” (remix „Dave Audé Club Remix”) - „Single Ladies” (remix „Karmatronic Club Remix”) - „Single Ladies” (remix „Redtop Club Remix”) - „Single Ladies” (remix „Redtop Dub Remix”) - „Single Ladies” (remix „DJ Escape & Tony Coluccio Club Remix”) - „Single Ladies” (remix „DJ Escape & Tony Coluccio Dub Remix”) - „Single Ladies” (remix „Lost Daze Dating Service Club Remix”) | - „Single Ladies” (remix „Craig C's Master Blaster Club Remix”) - „Single Ladies” (remix „Redtop Remix”) - „Single Ladies” (remix „RedTop Remix Radio Edit”) - „Single Ladies” (remix „My Digital Enemy Remix”) - „Single Ladies” (remix „Olli Collins & Fred Portelli Remix”) - „Single Ladies” (remix „Dave Audé Remix Club Version”) - „Single Ladies” (remix „The Japanese Popstars Remix”) |

## Personal
Informațiile sunt preluate de pe albumul I Am... Sasha Fierce.
| - Jim Caruana – înregistrări voce - Thaddis „Kuk” Harrell – înregistrări, textier - Jaycen Joshua – mixaj - Beyoncé Knowles – voce, producătoare, textieră - Dave Pensado – mixaj | - Terius „The-Dream” Nash – producător, textier - Christopher „Tricky” Stewart – producător, textier - Brian "B-LUV" Thomas – înregistrări - Randy Urbanski – asistent mixaj - Andrew Wuepper – asistent mixaj |

## Certificări și vânzări
| \| Țara \| Vânzări/ puncte \| Certificare \| Referințe \| \| ------------- \| --------------- \| ----------- \| --------- \| \| Australia \| +210.000 \| \| [125] \| \| Canada \| +140.000 \| \| [109] \| \| Noua Zeelandă \| +15.000 \| \| [175] \| \| Spania \| +40.000 \| \| [176] \| \| Regatul Unit \| +400.000 \| \| [128] \| \| Statele Unite \| +4.000.000 \| 4× \| [121] \| | Note - reprezintă „disc de aur”; - reprezintă „disc de platină”; - reprezintă „dublu disc de platină”; - reprezintă „triplu disc de platină”; |             |           |
| Țara | Vânzări/ puncte | Certificare | Referințe |
| Australia | +210.000 |             | [ 125 ]   |
| Canada | +140.000 |             | [ 109 ]   |
| Noua Zeelandă | +15.000 |             | [ 175 ]   |
| Spania | +40.000 |             | [ 176 ]   |
| Regatul Unit | +400.000 |             | [ 128 ]   |
| Statele Unite | +4.000.000 | 4×          | [ 121 ]   |

## Datele lansărilor
| Țara                       | Data lansării     | Casă de discuri  | Format              | Referințe |
| -------------------------- | ----------------- | ---------------- | ------------------- | --------- |
| Statele Unite ale Americii | 8 octombrie 2008  | Columbia Records | difuzare radio      | [ 1 ]     |
| Germania                   | 7 noiembrie 2008  | Columbia Records | descărcare digitală | [ 3 ]     |
| Regatul Unit               | 7 octombrie 2008  | Columbia Records | descărcare digitală | [ 177 ]   |
| Franța                     | 14 noiembrie 2008 | Columbia Records | descărcare digitală | [ 178 ]   |
| Statele Unite ale Americii | 18 noiembrie 2008 | Columbia Records | descărcare digitală | [ 179 ]   |
| Irlanda                    | 13 februarie 2009 | Columbia Records | disc single         | [ 180 ]   |
| Irlanda                    | 13 februarie 2009 | Columbia Records | descărcare digitală | [ 180 ]   |
| Regatul Unit               | 16 februarie 2009 | Columbia Records | disc single         | [ 2 ]     |
| Germania                   | 26 martie 2009    | Columbia Records | disc single         | [ 181 ]   |